# Release Arena
La Release Arena è uno stadio calcistico di Sandefjord. Corrente impianto casalingo della squadra omonima, la prima partita che ci si è disputata è stata tra Sandefjord e Lyn Oslo, in data 21 luglio 2007. A partire dal 5 maggio 2021, nome dello stadio è determinato dalla sponsorizzazione della Mobilselskapet Release. Precedentemente, lo stadio era noto come Komplett Arena.